# سفیکسیم
سفیکسیم (به انگلیسی: Cefixime) یک آنتی‌بیوتیک سفالوسپورینی است. این آنتی‌بیوتیک‌ها در درمان طیف وسیعی از بیماری‌های عفونی باکتریایی مثل عفونت‌های تنفسی، عفونت‌های پوست و بافت نرم و عفونت‌های استخوان یا مفاصل، و عفونت‌های ادراری مؤثر می‌باشند. این آنتی‌بیوتیک همچنین ممکن است برای پیشگیری از ایجاد عفونت در افرادی که تحت عمل جراحی قرار گرفته‌اند یا در افرادی که به هر علتی مستعد عفونت هستند، استفاده شود.

## عوارض جانبی
کبودی یا خون‌ریزی غیرعادی، درد مفاصل، اسهال، درد شکمی، تهوع و استفراغ، زخم‌های دهانی یا زبانی، خارش یا ترشح واژن، یا پلاک‌های سفید در دهان یا روی زبان. یک واکنش حساسیتی نادر به سفیکسیم آنافیلاکسی  است که به مراقبت پزشکی فوری نیاز دارد. از آنجا که آنافیلاکسی به سرعت پیشرفت می‌کند، در صورت بروز تورم لب‌ها و دور چشم، بثورات جلدی، کهیر، یا تورم‌های پوستی، تب، غش ناگهانی، ضربان قلب تند، یا خس خس سینه یا مشکل تنفسی، بلافاصله مصرف آنتی‌بیوتیک را قطع کرده با یک مرکز خدمات اورژانس پزشکی تماس بگیرید.

## موارد احتیاط
حساسیت به هر نوع ماده غذایی، نگهدارنده‌ها، رنگ‌های خوراکی، یا داروهای دیگر، به‌ویژه آنتی‌بیوتیک‌ها (پنی‌سیلین‌ها یا سفالوسپورین‌ها). بارداری یا شیردهی. مصرف مشروبات الکلی. مصرف داروهای دیگر، به ویژه ضدالتهابی غیراستروییدی (مثل ایبوپروفن و آسپیرین)، ضدانعقادها (رقیق‌کننده‌های خون مانند وارفارین)، و پروبنسید (یک داروی درمان نقرس). سابقه یا ابتلا به مشکلات خونریزی‌دهنده (نظیر زخم معده، هموفیلی، و کمبود پلاکتی)، کولیت (التهاب روده بزرگ)، یا بیماری‌های کلیوی یا کبدی.